# Mesogoter
Mesogoter ("mesiska goter") kallas de gotiska folkrester, som under östromersk överhöghet stannade kvar i provinsen Mesien (därav namnet) och inte deltog i sina stamfränders tåg västerut. En sådan mesogotisk koloni bildade de gothi minores ("mindre goter"), som av Jordanes på 500-talet omtalas som ett fredligt herdefolk i Mesien vid Nikopolis. Enligt honom härstammade de från de  västgoter som omvändes till kristendomen av Wulfila. Mesogoterna utvandrade år 348 från Dacien, undan sina hedniska landsmäns förföljelser. De fick av kejsar Constantius II bostäder i Mesien och grundlade där ett eget samhälle med Wulfila som andlig och världslig styresman. Hur länge dessa mesogoter bevarade sin nationalitet, är ovisst. För kulturhistorien blev de av stor betydelse, ty den för deras räkning av Wulfila gjorda bibelöversättningen (Silverbibeln) är det äldsta egentliga litteraturverket på germanskt språk och var ett kraftigt medel till kristendomens utbredning bland de germanska folken. Namnet mesogoter används framför allt om dem, och deras i Wulfilas bibel bevarade språk kallades förr "mesogötiska".